# Hooper Bay
Hooper Bay е частно продуциран и записан албум на Boards of Canada и както повечето им ранни издания, е реализиран в съвсем малък тираж от около 200 бройки. Най-вероятно повечето копия са притежание на хора близки до групата. Също като другите ранни албуми и този е много малко вероятно да бъде открит в какъвто и да е формат.
Тридесет и пет секунден откъс от Circle, който навремето се е намирал на стар сайт, свързан с групата, е единствената публично достъпна автентична музика от Hooper Bay.

## Песни
1. Seward Leaf (7:02)
2. Geiser (5:15)
3. Circle (2:38)
4. Noatak (8:41)
5. Point Hope (7:16)